# Zjazd Śpiewaczy w Poznaniu (1914)
Zjazd Śpiewaczy – zjazd chórów polskich, który odbył się w Poznaniu w dniach 28-29 czerwca 1914.
Zjazd został zorganizowany z inicjatywy Bolesława Dembińskiego, a wzięło w nim udział 3100 śpiewaków ze wszystkich zaborów, jak również z Berlina, Westfalii i Nadrenii. Celem zjazdu była demonstracja polskiej kultury narodowej w formach artystycznych i budzenie polskiej świadomości w szerokich kręgach społecznych.